# Словенска демократическа партия
Словенската демократическа партия (на словенски: Slovenska demokratska stranka) е дясноцентристка и либерално консервативна политическа партия в Словения.
Тя е основана на 16 февруари 1989 година под името Социалдемократическа партия на Словения. Става част от коалицията ДЕМОС, противопоставяща се на комунистическия режим и обявяваща се за независимост на Словения, като първоначално има социалдемократическа ориентация и поддържа тесни връзки с профсъюзното движение. През 1992 година в партията се влива едно от крилата на разпадналия се либерален Словенски демократичен съюз, а година по-късно неговия представител Янез Янша оглавява партията.
Под ръководството на Янша партията се преориентира идеологически, заемайки консервативни и националистически позиции и получавайки подкрепа от католическата църква в страната. През 2000 година кандидатства за членство в Европейската народна партия, а през 2003 година приема сегашното си име. През 2004 година партията получава най-голям брой гласове на изборите и Янез Янша оглавява коалиционно правителство с три други партии, но през 2008 година остава втора и преминава в опозиция.
На предсрочните избори през 2011 година Словенската демократическа партия остава втора с 26% от гласовете и 26 места в Държавното събрание. На президентските избори през 2012 година кандидатът на партията Милан Звер остава трети на първия тур с 24% от гласовете.
Словенската демократическа партия с лидер Янез Янша отново е втора на парламентарните избори през юли 2014 г. – печели 21 места в 90-членния парламент – за нея са гласували 178 294 души (20,69%).